# Doro (álbum)
Doro es el segundo álbum de estudio de la cantante alemana Doro. Fue lanzado el 25 de septiembre de 1990 bajo el sello Vertigo Records. Fue producido por Gene Simmons, Tommy Thayer y Pat Regan. A pesar de la costosa producción, el álbum no pudo alcanzar las listas de éxitos en los Estados Unidos y obtuvo pocas ventas en dicho país.

## Lista de canciones
1. (4:42) "Unholy Love" (Phil Brown, Adam Mitchell)
2. (4:04) "I Had Too Much To Dream" (Mantz, Tucker)
3. (3:18) "Rock On" (Tommy Thayer, Jamie St. James, Gene Simmons)
4. (4:21) "Only You" (Simmons)
5. (5:22) "I'll Be Holding On" (Will Jennings, Hans Zimmer)
6. (5:15) "Something Wicked This Way Comes" (Simmons)
7. (3:35) "Rare Diamond" (John Leonardo Lepore, Doro Pesch)
8. (4:46) "Broken" (Karen Childs, Pesch)
9. (4:14) "Alive" (Childs, Pesch)
10. (4:01) "Mirage" (Simmons)

## Créditos
- Doro - voz
- Tommy Thayer - guitarras
- Lanny Cordola - guitarras
- Chuck Wright, E. J. Curse, Todd Jensen - bajo
- Paul Morris - teclados
- Pat Regan - teclados, producción
- Kevin Valentine, Tommy Amato, Chris Frazier - batería
- Gene Simmons - productor ejecutivo